# Incidente de Przewodów de 2022
El incidente de Przewodów de 2022 se desarrolló aproximadamente a las 15:40 p. m. del 15 de noviembre de 2022, cuando la agencia de noticias estadounidense, Associated Press, informó que dos misiles habían alcanzado el territorio de Polonia en el pueblo de Przewodów (Voivodato de Lublin), cerca de la frontera con Ucrania. El suceso ocurrió durante un ataque mayor contra ciudades e instalaciones energéticas de Ucrania por parte de Rusia. Fue el primer ataque que golpeó el territorio de la OTAN durante la invasión rusa de Ucrania de 2022.
Los medios polacos informaron que dos personas murieron en una explosión, en un almacén de granos. Funcionarios polacos declararon que se desconocía la causa de la explosión. La estación polaca Radio ZET informó que dos cohetes perdidos cayeron sobre la ciudad, provocando la explosión. Los miembros de la OTAN comenzaron a revisar la evidencia poco después de que se informara sobre el ataque.
El 26 de septiembre de 2023, la Fiscalía polaca concluyó que la explosión fue causada por un misil de defensa aérea S-300 fuera de control, disparado por el ejército ucraniano.

## Antecedentes
La explosión ocurrió un día en que el ejército ruso bombardeó extensamente infraestructuras en toda Ucrania, el ataque de mayor escala hasta ese momento. Según el Comando de la Fuerza Aérea de Ucrania, el ejército ruso lanzó 96 tipos diferentes de armas contra Ucrania el 15 de noviembre. Estos incluían misiles de crucero aéreos y marítimos (Kh-555 and Kh-101 y Kalibr), misiles de crucero guiados Kh-59, vehículos aéreos de combate no tripulado (UAV) Geran-1 y 2, Orlan-10 y Orion.

## Explosión
Los medios polacos informaron que dos personas (Bogusław Wos y Bogdan Ciupek) murieron en una explosión en un secador de granos. Los funcionarios polacos declararon que se desconocía la causa de la explosión. La emisora polaca Radio ZET informó que dos cohetes perdidos cayeron sobre el pueblo, provocando la explosión, aunque informes posteriores indicaron que solo se trataba de un misil. Los miembros de la OTAN comenzaron a revisar lo sucedido poco después de que se informara de la explosión.

## Investigación
Los servicios de seguridad polacos planean pasar la noche del 15 al 16 de noviembre para determinar la causa de las explosiones.
Inicialmente surgieron informes contradictorios sobre el origen y la naturaleza de las explosiones. El Ministerio de Relaciones Exteriores de Polonia declaró que los proyectiles fueron «producidos en Rusia». Andrés Gannon, un experto en seguridad del grupo de expertos Council on Foreign Relations, especuló que los misiles podrían ser de sistemas S-300. Los S-300  fueron utilizados por ambos combatientes principalmente como sistemas de misiles antiaéreos por parte de Ucrania, mientras que Rusia los utilizó en ataques terrestres.  Mariusz Gierszewski, un reportero polaco de Radio ZET, informó  que los misiles eran probablemente los restos de un cohete derribado. El presidente estadounidense Joe Biden, hablando desde la cumbre del G20 en Bali, dijo que era «poco probable» que los misiles fueran disparados desde Rusia.
Según los funcionarios de inteligencia estadounidenses, las evaluaciones iniciales sugieren que los misiles probablemente fueron lanzados por las fuerzas ucranianas contra un misil ruso que se aproximaba.
El 17 de noviembre, el jefe de la Oficina de Política Internacional de Polonia, Jakub Kumoch, dio una explicación similar de que un misil de defensa aérea no logró derribar el objetivo ruso que intentaba interceptar; entonces «[e]l sistema de autodestrucción no funcionó, y este misil provocó una tragedia». También el 17 de noviembre, funcionarios polacos declararon que era probable que los investigadores ucranianos tuvieran acceso al lugar de la explosión. Posteriormente, el 21 de noviembre, se informó que la fiscalía polaca negó de manera definitiva el acceso a Ucrania a la investigación.
El 26 de septiembre de 2023, el periódico polaco Rzeczpospolita informó que las autoridades ucranianas no cooperaron en la investigación y no proporcionaron ningún material útil a Polonia. La Fiscalía polaca declaró que fue un misil de defensa aérea S-300 5-W-55, disparado por el ejército ucraniano, el que provocó el incidente al perder el rumbo y alcanzó territorio polaco.

## Reacciones

### Polonia
Después de la explosión, el primer ministro de Polonia, Mateusz Morawiecki, convocó una reunión urgente de un comité para asuntos de defensa y seguridad nacional. Un portavoz del gobierno dijo que Polonia estaba elevando el nivel de alerta de algunas de sus unidades militares después de la conclusión de la reunión. También afirmó que el presidente polaco, Andrzej Duda, habló con el secretario general de la OTAN, Jens Stoltenberg, sobre la posibilidad de activar el artículo 4 de la Carta de la OTAN.
El Ministro de Asuntos Exteriores polaco, Zbigniew Rau, convocó al embajador ruso en Polonia y exigió «explicaciones detalladas inmediatas».
El presidente polaco, Andrzej Duda, declaró a última hora del 15 de noviembre, hora local, que no había pruebas de quién disparó el misil.

### Rusia
El Ministerio de Defensa de Rusia negó que «los ataques contra objetivos cerca de la frontera estatal entre Ucrania y Polonia se hayan realizado con medios de destrucción rusos» y afirmó que los restos encontrados en la escena «no tenían nada que ver con las armas rusas». El Ministerio calificó las denuncias de muertes de polacos como una «provocación deliberada con el objetivo de escalar la situación». Al día siguiente, dijo que los ataques rusos contra Ucrania se habían producido al menos a 35 kilómetros de la frontera con Polonia, y que las fotos del sitio publicadas en Polonia habían sido «identificadas por especialistas de la industria de defensa rusa como elementos de un misil guiado antiaéreo del sistema de defensa aérea S-300 de la fuerza aérea de Ucrania». Más tarde ese mismo día, el Ministerio de Asuntos Exteriores ruso convocó al embajador polaco.

### Ucrania
El presidente de Ucrania Volodímir Zelenski culpó a Rusia por el incidente en su discurso nocturno en video de ese día, diciendo que «misiles rusos impactaron en Polonia» y describiéndolo como una infracción a la «seguridad colectiva» y como una «escalada significativa». Casi al mismo tiempo, el ministro de Asuntos Exteriores, Dmitró Kuleba, calificó la sugerencia de que el misil fuera disparado por la defensa aérea ucraniana como una «teoría de la conspiración» promovida por Rusia.
Al día siguiente, el asesor presidencial de Ucrania, Myjaylo Podolyak, tuiteó que los países europeos deberían «cerrar el cielo» sobre Ucrania después de la explosión. Oleksiy Danilov, secretario del Consejo de Seguridad Nacional y Defensa de Ucrania, afirmó que Ucrania tenía pruebas de un «rastro ruso» en la explosión, sin dar ningún detalle. Zelenski también dijo que no tenía «ninguna duda de que no era nuestro misil» y que Ucrania debería tener acceso al lugar de la explosión.
El 17 de noviembre, Zelenski afirmó que: «No sé qué pasó. No lo sabemos con seguridad. El mundo no lo sabe. Pero estoy seguro de que había un misil ruso, estoy seguro de que disparamos desde el sistema de defensa aérea».

### OTAN
Debido a este incidente y al cierre del oleoducto Druzhba, el gobierno húngaro encabezado por el primer ministro Viktor Orbán también convocó una reunión de emergencia con su Consejo de Defensa esa misma noche y el ministro de Defensa Kristóf Szalay-Bobrovniczky mantuvo una conversación telefónica con el Secretario General de la OTAN, Jens Stoltenberg.
Poco después del presunto ataque, el Departamento de Defensa de los Estados Unidos reconoció los informes de que dos misiles rusos impactaron en un lugar dentro de Polonia cerca de su frontera con Ucrania, aunque no pudo confirmarlos. Robert Menendez, presidente de Relaciones Exteriores del Senado, expresó la esperanza de que Rusia «pidiera disculpas rápidamente por la pérdida de vidas y expresara que no fue intencional», y advirtió sobre «toda clase de consecuencias», incluida la posibilidad del Artículo 5, si el ataque fue intencional.
Polonia solicitó una reunión de la OTAN el miércoles, sobre la base del Artículo 4. Los diplomáticos de la OTAN dijeron que la alianza actuaría con cautela y necesitaba tiempo para verificar cómo ocurrió exactamente el incidente.
El ministro de Relaciones Exteriores de Estonia, Urmas Reinsalu, respondió a los informes tuiteando que Estonia estaba lista para defender «cada centímetro» del territorio de la OTAN. El primer ministro belga, Alexander de Croo, respondió a los informes diciendo «Apoyamos a Polonia». El primer ministro checo, Petr Fiala, tuiteó que si se confirmara que los ataques fueron un acto intencional de Rusia, sería «una nueva escalada de Rusia». El presidente rumano, Klaus Iohannis, tuiteó que Rumanía está «en plena solidaridad con nuestra amiga y aliada Polonia» y que «estamos en contacto con nuestros socios y aliados».
Jens Stoltenberg, secretario general de la Organización de la OTAN, dijo que la explosión en Polonia probablemente fue causada por los sistemas de defensa aérea de Ucrania. También el presidente Joe Biden afirmó que pese a la investigación que se está llevando a cabo, «es poco probable» que los misiles que impactaron suelo polaco hayan sido lanzados por las Fuerzas Armadas Rusas.

### Unión Europea
El presidente del Consejo Europeo, Charles Michel, declaró que estaba «conmocionado» por los informes del incidente y agregó que «estamos con Polonia».